# Distilleria Caffo
La Distilleria Caffo (in seguito Gruppo Caffo 1915) è un'azienda italiana a conduzione familiare che si occupa della produzione e distribuzione di bevande alcoliche. I suoi marchi principali: Vecchio Amaro del Capo, Elisir San Marzano Borsci, Liquorice, Amaro Santa Maria al Monte, Petrus.

## Storia
L'azienda nasce ufficialmente nel 1915 quando Giuseppe Caffo, mastro distillatore, rileva una distilleria a Santa Venerina, alle falde dell'Etna, dopo che la sua famiglia ha distillato vinacce sin dall'ultimo decennio dell'800. Nel 1901 Sebastiano Caffo, il figlio diventato anche lui mastro distillatore, prende in gestione la Distilleria San Paolo in Sicilia e un'altra, insieme al fratello Santo, a Castiglione di Sicilia, poi acquisita negli anni Quaranta.
Con il rientro in Italia dall'Australia di un altro fratello, Giuseppe Caffo, i tre figli del fondatore cambiano il nome sociale dell'azienda in "Distilleria F.lli Caffo" e rilevano una distilleria in Calabria, a Limbadi, territorio di grande produzione vinicola. Nella metà degli anni Sessanta, con la scomparsa di Santo e il ritorno in Australia di Giuseppe, l'azienda rimane nelle mani di Sebastiano e del figlio Giuseppe Giovanni detto "Pippo" (classe 1945) ed esponente della terza generazione della famiglia.
A metà degli anni Settanta inizia la produzione del Vecchio Amaro del Capo, dove Capo sta per Capo Vaticano, quello raffigurato nell'etichetta. Realizzato con 29 erbe, fiori, frutti e radici, l'amaro ha successo nel mercato grazie ad una campagna pubblicitaria che anni dopo sarà fortemente voluta dal figlio di Pippo, Sebastiano Giovanni detto "Nuccio", classe 1975.
Nel 1999 nasce la Caffo Beverages inc. che si occupa della distribuzione dei prodotti a New York e nel New Jersey. Viene anche acquisita la distilleria Passons Pasian di Prato, provincia di Udine, produttrice di grappe friulane mentre nel 2001 viene costituita la Wild Orange srl per gestire la rete di vendita formata da una settantina di agenti. Viene anche realizzato a Vibo Valentia il nuovo stabilimento per produrre liquirizia.
Nel 2013 la società rileva dal tribunale fallimentare la gestione della storica azienda tarantina San Marzano Borsci, fondata nel 1840 entrata in crisi nel 2009 e quindi fallita, con l'intento di riprendere la produzione del suo prodotto di punta, l'Elisir. In seguito ne rileva anche la proprietà.
Nel 2015 la società, che cambia il nome sociale in "Gruppo Caffo 1915",  festeggia i suoi cento anni di vita con Pippo e Nuccio Caffo, padre e figlio, alla guida dell'azienda. Il prodotto di punta risulta il Vecchio Amaro del Capo che rappresenta il 70% del fatturato, con un export in 35 paesi. Nel 2017 la società mette sul mercato altre due specialità: il brandy Stravecchio Heritage Caffo (Riserva 1970) e, dopo averlo acquisito, l'Amaro Santa Maria al Monte, l'amaro ultracentenario (1858) la cui ricetta è stata tramandata da cinque generazioni dei padri del santuario della Madonna del Monte di Genova.
Nell'aprile 2020 acquisisce dalla multinazionale Diageo lo storico marchio olandese Petrus, in commercio dal 1777, e dalla stessa lo storico amaro Ferro-china Bisleri.

## Prodotti

### Liquori
- Vecchio Amaro del Capo
- Liquorice
- Appeal
- Cascaron
- Cedro della Riviera
- Gran Liquore di Mirto
- Liquorice mignon
- Indianello
- Limoncino dell'Isola
- Limunì
- Nocino
- Perfetta armonia
- Rosolio
- Sambuca Secolare
- Triple sec Caffo
- Elisir San Marzano Borsci
- Amaro Santa Maria al Monte
- Petrus

### Distillati
- Old Odd's dry Gin
- Zibì acquavite d'uva
- Crisò acquavite di albicocca
- Cerà acquavite di ciliegia
- Gold Brandy
- Grappa di Greco
- Grappa di Magliocco
- Grappa al peperoncino
- Grappa alla liquirizia
- Grappa Caffo

### Premiscelati
- Capo's Drink

### Sciroppi
- Latte di mandorla
- Menta piperita
- Amarena

## Riconoscimenti
- Nel 2016 il Gruppo Caffo è tra i dieci premiati a Roma al primo "Galà delle Eccellenze Italiane".[9]
- L'Amaro Santa Maria al Monte vince nel 2018 la Gran Medaglia d'oro allo Spirit selection del Concours Mondial de Bruxelles.[2]